# 埃氏扁鱂
埃氏扁鱂，為輻鰭魚綱鯉齒目鰕鱂亞目鰕鱂科的其中一種，為熱帶淡水魚，被IUCN列為瀕危堡育類動物，分布於非洲象牙海岸阿比尚Ono與Hebe潟湖，體長可達5公分，棲息在底中層水域，生活習性不明，可作為觀賞魚。

## 擴展閱讀
維基物種上的相關：埃氏扁鱂